# Helio-4
El helio-4 (4He) es un isótopo de helio no radiactivo y ligero. Es, de lejos, el más abundante de los dos isótopos de helio naturalmente presentes, formando aproximadamente el 99,99986 % del helio en la Tierra. Su núcleo es una partícula alfa, que contiene dos protones y dos neutrones. Dado que la desintegración alfa es un modo de descomposición común para muchos radioisótopos, esto podría explicar su abundancia. De hecho, la descomposición alfa de elementos pesados es la fuente de la presencia natural del helio-4 en la Tierra.
Cuando se congela el 4He a menos de 2,17 kelvin (−271 °C), este se vuelve un superfluido, con propiedades muy diferentes a la de un líquido ordinario. Por ejemplo, si el helio-4 se deja en un vaso destapado, una delgada capa se forma a los lados del vaso, desbordándose. Este extraño comportamiento es el resultado de la relación de Clausius-Clapeyron y no puede ser explicada por el modelo actual de mecánica clásica ni por la física nuclear de los modelos eléctricos.
Se puede obtener mediante la fusión de deuterio (hidrógeno-2) y tritio (hidrógeno-3)
- Datos: Q1151346